# Polscy arcybiskupi katoliccy
Aktualnie zawiera spis wszystkich polskich arcybiskupów katolickich od roku 1000.

## Indeks
A B C Ć D E F G H I J K L Ł M N O P R S Ś T U V W Z Ż Ž

## A
- Ablewicz, Jerzy Karol (1 listopada 1919 – 31 marca 1990) – konsekrowany 20 maja 1962
- Adamczyk, Mirosław (ur. 16 lipca 1962) – konsekrowany 27 kwietnia 2013
- Ankwicz, Andrzej Alojzy (22 czerwca 1777 – 26 marca 1838) – konsekrowany 15 sierpnia 1815
- Antoni (? – 1391) – konsekrowany 1371

   (wróć do indeksu)

## B

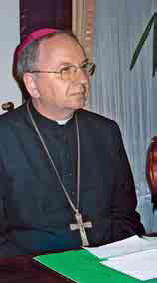
Stanisław Budzik

- Baraniak, Antoni (1 stycznia 1904 – 13 sierpnia 1977) – konsekrowany 8 lipca 1951
- Baraniecki, Łukasz (14 października 1798 – 30 czerwca 1858) – konsekrowany 13 stycznia 1850
- Baranowski, Wojciech (1548 – 23 września 1615) – konsekrowany 1585
- Baziak, Eugeniusz (8 marca 1890 – 15 czerwca 1962) – konsekrowany 5 listopada 1933
- Bernard (? – 1390) – konsekrowany 1385
- Bilczewski, Józef (26 kwietnia 1860 – 20 marca 1923) – konsekrowany 20 stycznia 1901
- Bodzęta (1320 – 26 grudnia 1388) – konsekrowany 1382
- Bogoria, Jarosław (1280 – 17 września 1376) – konsekrowany 8 lipca 1342
- Bogumił (? – 1092) – konsekrowany ?
- Bolonek, Janusz (6 grudnia 1938 – 2 marca 2016) – konsekrowany 20 października 1989
- Boryszewski, Andrzej (1435 – 20 kwietnia 1510) – konsekrowany ?
- Borzysław (? – 30 czerwca 1317) – konsekrowany 1317
- Bossuta, Stefan (? – 7 marca 1038) – konsekrowany 1027
- Budzik, Stanisław (ur. 25 kwietnia 1952) – konsekrowany 3 kwietnia 2004

   (wróć do indeksu)

## C
- Chmielecki, Tymon (ur. 29 listopada 1965) – konsekrowany 13 maja 2019
- Choromański, Stanisław Kostka (20 listopada 1769 – 21 lutego 1838) – konsekrowany 9 lutego 1829
- Cieciszowski, Kacper Kazimierz (styczeń 1745 – 28 kwietnia 1831) – konsekrowany 8 października 1775
- Cieplak, Jan (17 sierpnia 1857 – 17 lutego 1926) – konsekrowany 7 grudnia 1908
- Czacki, Włodzimierz (16 kwietnia 1834 – 8 marca 1888) – konsekrowany 17 sierpnia 1879
- Czartoryski, Kazimierz Florian (1614 – 15 maja 1674 – konsekrowany 29 stycznia 1651

   (wróć do indeksu)

## D

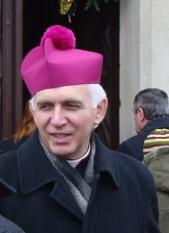
Wacław Depo

- Dalbor, Edmund (30 października 1869 – 13 lutego 1926) – konsekrowany 21 września 1915
- Dąbrowski, Bronisław (2 listopada 1917 – 25 grudnia 1997) – konsekrowany 25 marca 1962
- Depo, Wacław (ur. 27 września 1953) – konsekrowany 9 września 2006
- Deskur, Andrzej Maria (29 lutego 1924 – 3 września 2011) – konsekrowany 30 czerwca 1974
- Dinder, Julius (9 marca 1830 – 30 maja 1890) – konsekrowany 30 maja 1886
- Dmochowski, Kazimierz Roch (24 czerwca 1780 – 11 stycznia 1851) – konsekrowany 29 czerwca 1841
- Dobrogost (1355 – 14 września 1401) – konsekrowany 1384
- Drzewicki, Maciej (22 lutego 1467 – 22 sierpnia 1535) – konsekrowany 11 stycznia 1505
- Dubiel, Kryspin (ur. 12 listopada 1973) – konsekrowany 24 sierpnia 2024
- Dunin, Marcin (11 listopada 1774 – 26 grudnia 1842) – konsekrowany 10 lipca 1831
- Dymek, Walenty (31 grudnia 1888 – 22 października 1956) – konsekrowany 26 maja 1929
- Dzierzgowski, Mikołaj (1490 – 18 stycznia 1559 – konsekrowany 1541
- Dzięga, Andrzej (ur. 14 grudnia 1952) – konsekrowany 24 listopada 2002
- Dziwisz, Stanisław (ur. 27 kwietnia 1939) – konsekrowany 19 marca 1998

   (wróć do indeksu)

## E
(wróć do indeksu)

## F
- Feliński, Zygmunt Szczęsny (1 listopada 1822 – 17 września 1895) – konsekrowany 26 stycznia 1862
- Fijałkowski, Antoni (13 czerwca 1797 – 11 lutego 1883) – konsekrowany 24 października 1858
- Fijałkowski, Antoni Melchior (3 stycznia 1778 – 5 października 1861) – konsekrowany 15 maja 1842
- Filipiak, Bolesław (1 września 1901 – 14 października 1978) – konsekrowany 13 maja 1976
- Firlej, Henryk (luty 1574 – 25 lutego 1626) – konsekrowany 1616

   (wróć do indeksu)

## G

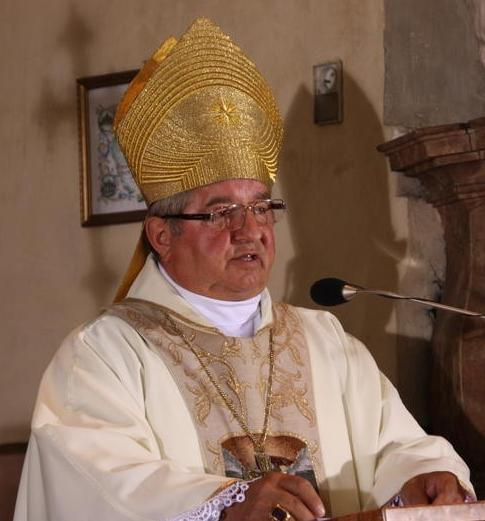
Sławoj Leszek Głódź

- Galbas, Adrian (ur. 26 stycznia 1968) – konsekrowany 11 stycznia 2020
- Gall, Stanisław (21 kwietnia 1865 – 11 września 1942) – konsekrowany 17 listopada 1918
- Gamrat, Piotr (1487 – 27 sierpnia 1545) – konsekrowany 8 lutego 1538
- Gaudenty, Radzim (965 – 14 października 1006) – konsekrowany 999
- Gawlina, Józef (18 listopada 1892 – 21 września 1964) – konsekrowany 19 marca 1933
- Gądecki, Stanisław (ur. 19 października 1949) – konsekrowany 25 marca 1992
- Gembicki, Wawrzyniec (5 sierpnia 1559 – 10 lutego 1624) – konsekrowany 1 kwietnia 1601
- Gintowt-Dziewałtowski, Aleksander Kazimierz (26 lutego 1821 – 26 sierpnia 1889) – konsekrowany 18 sierpnia 1872
- Glemp, Józef (18 grudnia 1929 – 23 stycznia 2013) – konsekrowany 21 kwietnia 1979
- Głódź, Sławoj Leszek (ur. 13 sierpnia 1945) – konsekrowany 23 lutego 1991
- Gocłowski, Tadeusz (16 września 1931 – 3 maja 2016) – konsekrowany 17 kwietnia 1983
- Godlewski, Michał (21 października 1872 – 20 maja 1956) – konsekrowany 4 lutego 1917
- Gołębiewski, Marian (22 września 1937 – 11 marca 2024) – konsekrowany 31 sierpnia 1996
- Gorzeński, Tymoteusz (24 stycznia 1743 – 20 grudnia 1825) – konsekrowany 1790
- Górzyński, Józef (ur. 5 marca 1959) – konsekrowany 7 grudnia 2013
- Grocholewski, Zenon (11 października 1939 – 17 lipca 2020) – konsekrowany 6 stycznia 1983
- Grochowski, Stanisław (? – 1 marca 1645) – konsekrowany 25 lipca 1634
- Gruszczyński, Jan (1405 – 8 października 1473) – konsekrowany 12 stycznia 1451
- Grysa, Tomasz (ur. 16 października 1970) – konsekrowany 1 listopada 2022
- Grzegorz (1407 – 29 stycznia 1477) – konsekrowany 4 lipca 1451
- Gulbinowicz, Henryk (17 października 1923 – 16 listopada 2020) – konsekrowany 8 lutego 1970
- Gutkowski, Jan Marceli (27 maja 1776 – 3 października 1863) – konsekrowany 1 października 1826
- Guzdek, Józef (ur. 18 marca 1956) – konsekrowany 15 września 2004

   (wróć do indeksu)

## H
- Hipolit (? – 1027) – konsekrowany ?
- Hlond, August (5 lipca 1881 – 22 października 1948) – konsekrowany 3 stycznia 1926
- Hołowczyc, Szczepan (19 sierpnia – 1741 27 sierpnia 1823) – konsekrowany 6 lipca 1819
- Hołowiński, Ignacy (24 września 1807 – 19 października 1855) – konsekrowany 30 listopada 1848
- Hoser, Henryk (27 listopada 1942 – 13 sierpnia 2021) – konsekrowany 19 marca 2005
- Hryniewiecki, Karol (24 grudnia 1841 – 14 kwietnia 1929) – konsekrowany 7 maja 1883

   (wróć do indeksu)

## I
(wróć do indeksu)

## J

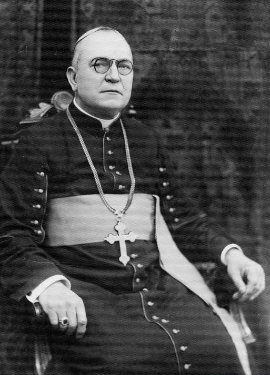
Włodzimierz Jasiński

- Jagiellończyk, Fryderyk (27 kwietnia 1468 – 14 marca 1503) – konsekrowany 1493
- Jagodziński, Henryk (ur. 1 stycznia 1969) – konsekrowany 18 lipca 2020
- Jakub Strepa (1340 – 20 października 1409) – konsekrowany 28 października 1392
- Jakub z Sienna (1413 – 4 października 1480) – konsekrowany 31 maja 1461
- Jakub ze Żnina (? – 23 września 1148) – konsekrowany ?
- Jałbrzykowski, Romuald (7 lutego 1876 – 19 czerwca 1955) – konsekrowany 30 listopada 1918
- Janik (? – 12 marca 1167) – konsekrowany ?
- Janisław (? – 4 grudnia 1341) – konsekrowany grudzień 1317
- Janusz (? – 26 sierpnia 1271) – konsekrowany 2 marca 1259
- Janusz, Juliusz (ur. 17 marca 1944) – konsekrowany 8 maja 1995
- Jasiński, Włodzimierz (12 czerwca 1873 – 17 kwietnia 1965) – konsekrowany 5 października 1930
- Jastrzębiec, Wojciech (1362 – 2 września 1436) – konsekrowany 1399
- Jaworski, Marian (21 sierpnia 1926 – 5 września 2020) – konsekrowany 23 czerwca 1984
- Jędraszewski, Marek (ur. 24 lipca 1949) – konsekrowany 29 czerwca 1997
- Józwowicz, Andrzej (ur. 14 stycznia 1965) – konsekrowany 27 maja 2017

   (wróć do indeksu)

## K

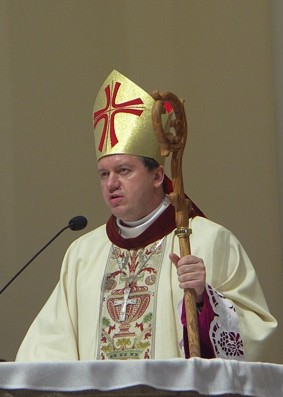
Józef Kupny

- Kakowski, Aleksander (5 lutego 1862 – 30 grudnia 1938) – konsekrowany 22 czerwca 1913
- Kamiński, Zygmunt (22 lutego 1933 – 1 maja 2010) – konsekrowany 30 listopada 1975
- Karnkowski, Stanisław (10 maja 1520 – 8 czerwca 1603) – konsekrowany 25 stycznia 1568
- Kicki, Ferdynand Onufry (8 lipca 1721 – 2 lutego 1797) – konsekrowany 14 lutego 1778
- Kicki, Kajetan Ignacy (1740 – 16 stycznia 1812) – konsekrowany 30 stycznia 1785
- Kietlicz, Henryk (1150 – 22 marca 1219) – konsekrowany 1199
- Kisiel, Edward (24 lutego 1918 – 28 września 1993) – konsekrowany 27 czerwca 1976
- Kluczyński, Wicenty (30 września 1847 – 23 lutego 1917) – konsekrowany 29 maja 1910
- Kłopotowski, Bolesław Hieronim (13 marca 1848 – 24 lutego 1903) – konsekrowany 21 listopada 1897
- Kominek, Bolesław (23 grudnia 1903 – 10 marca 1974) – konsekrowany 10 października 1954
- Komorowski, Adam Ignacy (24 maja 1699 – 2 marca 1759) – konsekrowany 28 października 1749
- Koryciński, Wojciech (1610 – 17 stycznia 1677) – konsekrowany 27 listopada 1667
- Kot, Wincenty (1395 – 14 sierpnia 1448) – konsekrowany 1 września 1437
- Kowalczyk, Józef (ur. 28 sierpnia 1938) – konsekrowany 20 października 1989
- Kozłowiecki, Adam (1 kwietnia 1911 – 28 września 2007) – konsekrowany 11 września 1955
- Kozłowski, Szymon Marcin (5 listopada 1819 – 26 listopada 1899) – konsekrowany 13 maja 1883
- Krajewski, Konrad (ur. 25 listopada 1963) – konsekrowany 17 września 2013
- Krasicki, Ignacy (3 lutego 1735 – 14 marca 1801) – konsekrowany 25 grudnia 1767
- Kropidło, Jan (1360 – 3 marca 1421) – konsekrowany 1384
- Krosnowski, Mikołaj (1590 – 26 września 1653) – konsekrowany 1642
- Krzycki, Andrzej (7 lipca 1482 – 10 maja 1537) – konsekrowany 1523
- Kupny, Józef (ur. 23 lutego 1956) – konsekrowany 4 lutego 2006
- Kurowski, Mikołaj (1355 – 7 września 1411) – konsekrowany 1395
- Kurtz, Wilhelm (28 maja 1935 – 14 lutego 2023) – konsekrowany 8 września 1982

   (wróć do indeksu)

## L
- Latalski, Jan (1463 – 29 sierpnia 1540) – konsekrowany 1525
- Ledóchowski, Mieczysław (29 października 1822 – 22 lipca 1902) – konsekrowany 3 listopada 1861
- Leszczyński, Andrzej (1608 – 15 kwietnia 1658) – konsekrowany 15 czerwca 1642
- Leszczyński, Wacław (15 sierpnia 1605 – 1 kwietnia 1666) – konsekrowany 23 kwietnia 1645
- Ligęza, Feliks (1500 – 26 stycznia 1560) – konsekrowany 11 czerwca 1555
- Likowski, Edward (26 września 1836 – 20 lutego 1915) – konsekrowany 1 maja 1887
- Lipski, Jan (1589 – 13 maja 1641) – konsekrowany 14 września 1636
- Lipski, Konstanty Samuel (1622 – 14 marca 1698) – konsekrowany 28 września 1681
- Luschin, Franciszek Ksawery (3 grudnia 1781 – 2 maja 1854) – konsekrowany 3 października 1824

   (wróć do indeksu)

## Ł
- Łaski, Jan (1456 – 19 maja 1531) – konsekrowany 26 maja 1510
- Łubieński, Maciej (2 lutego 1572 – 28 sierpnia 1652) – konsekrowany 31 października 1621
- Łubieński, Władysław Aleksander (1 listopada 1703 – 21 czerwca 1767) – konsekrowany 7 maja 1759

   (wróć do indeksu)

## M
- Macharski, Franciszek (20 maja 1927 – 2 sierpnia 2016) – konsekrowany 6 stycznia 1979
- Maciejowski, Bernard (1548 – 19 stycznia 1608) – konsekrowany 24 stycznia 1588
- Majdański, Kazimierz (1 marca 1916 – 29 kwietnia 2007) – konsekrowany 24 marca 1963
- Malczewski, Franciszek (4 października 1754 – 18 kwietnia 1819) – konsekrowany 5 listopada 1815
- Mańkowski, Piotr (1 listopada 1866 – 8 kwietnia 1933) – konsekrowany 30 listopada 1918
- Marcin (? – 1124) – konsekrowany ?
- Marcin z Opawy (1215/1220 – 23 grudnia 1279) – konsekrowany 22 czerwca 1278
- Martyniak, Jan (ur. 20 czerwca 1939) – konsekrowany 16 września 1989
- Matulewicz, Jerzy (13 kwietnia 1871 – 27 stycznia 1927) – konsekrowany 1 grudnia 1918
- Michalik, Józef (ur. 20 kwietnia 1941) – konsekrowany 16 października 1986
- Mokrzycki, Mieczysław (ur. 29 marca 1961) – konsekrowany 29 września 2007
- Morawski, Seweryn (2 stycznia 1819 – 2 maja 1900) – konsekrowany 26 czerwca 1881
- Muszyński, Henryk (ur. 20 marca 1933) – konsekrowany 25 marca 1985

   (wróć do indeksu)

## N

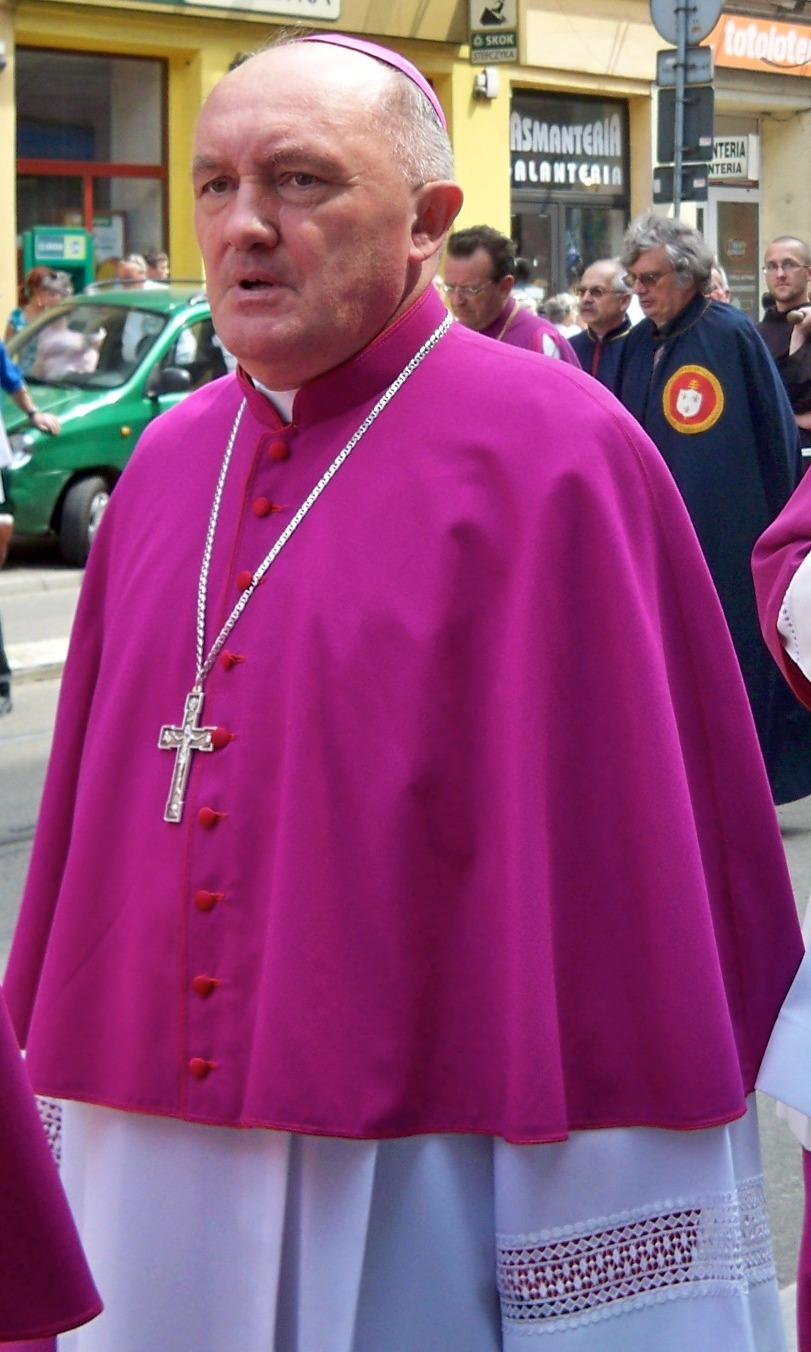
Kazimierz Nycz

- Nagy, Stanisław (30 września 1921 – 5 czerwca 2013) – konsekrowany 13 października 2003
- Nossol, Alfons (ur. 8 sierpnia 1932) – konsekrowany 17 sierpnia 1977
- Nowacki, Henryk Józef (ur. 11 sierpnia 1946) – konsekrowany 19 marca 2001
- Nowak, Edward (ur. 21 lutego 1940) – konsekrowany 5 kwietnia 1990
- Nowak, Stanisław (11 lipca 1935 – 12 grudnia 2021) – konsekrowany 25 listopada 1984
- Nowowiejski, Antoni Julian (11 lutego 1858 – 28 maja 1941) – konsekrowany 6 grudnia 1908
- Nycz, Kazimierz (ur. 1 lutego 1950) – konsekrowany 4 czerwca 1988

   (wróć do indeksu)

## O
- Odrowąż, Jan (? – wrzesień 1450) – konsekrowany ?
- Oleś, Marian (8 grudnia 1934 – 24 maja 2005) – konsekrowany 6 stycznia 1988
- Oleśnicki, Zbigniew (1430 – 2 lutego 1493) – konsekrowany ?
- Olszowski, Andrzej (27 stycznia 1621 – 29 sierpnia 1677) – konsekrowany 8 sierpnia 1661
- Oporowski, Władysław (1395 – 11 marca 1453) – konsekrowany 19 września 1434
- Ostrowski, Antoni Kazimierz (31 marca 1713 – 26 sierpnia 1784) – konsekrowany 2 czerwca 1753
- Ozorowski, Edward (1 maja 1941 – 12 października 2024) – konsekrowany 29 kwietnia 1979

   (wróć do indeksu)

## P

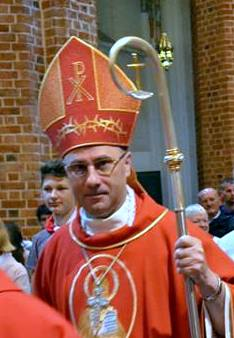
Wojciech Polak

- Paetz, Juliusz (2 lutego 1935 – 15 listopada 2019) – konsekrowany 6 stycznia 1983
- Pawłowski, Ignacy Ludwik (4 lutego 1776 – 20 czerwca 1841) – konsekrowany 3 lutego 1829
- Pawłowski, Jan (ur. 23 listopada 1960) – konsekrowany 30 kwietnia 2009
- Pełka (? – 5 kwietnia 1258) – konsekrowany 1232
- Peta, Tomasz (ur. 20 sierpnia 1951) – konsekrowany 19 marca 2001
- Piotr (? – 20 sierpnia 1198) – konsekrowany ?
- Piszcz, Edmund (17 listopada 1929 – 22 marca 2022) – konsekrowany 20 maja 1982
- Pisztek, Franciszek de Paula (6 kwietnia 1786 – 2 lutego 1846) – konsekrowany 14 listopada 1824
- Podoski, Gabriel (17 marca 1719 – 3 kwietnia 1777) – konsekrowany 27 września 1767
- Polak, Wojciech (ur. 19 grudnia 1964) – konsekrowany 4 maja 2003
- Poniatowski, Michał Jerzy (12 października 1736 – 12 sierpnia 1794) – konsekrowany 3 października 1773
- Popiel-Chościak, Wincenty Teofil (21 lipca 1825 – 7 grudnia 1912) – konsekrowany 6 grudnia 1863
- Popławski, Mikołaj (4 grudnia 1636 – 7 września 1711) – konsekrowany 25 lutego 1685
- Popowicz, Eugeniusz (ur. 12 października 1961) – konsekrowany 21 grudnia 2013
- Potocki, Teodor Andrzej (13 lutego 1664 – 12 listopada 1738) – konsekrowany 31 maja 1699
- Prażmowski, Mikołaj Jan (1617 – 15 kwietnia 1673) – konsekrowany 20 maja 1664
- Próchnicki, Jan Andrzej (1553 – 13 maja 1633) – konsekrowany ?
- Przerębski, Jan (ok. 1519 – 12 stycznia 1562) – konsekrowany ?
- Przykucki, Marian (27 stycznia 1924 – 16 października 2009) – konsekrowany 3 lutego 1974
- Przyłuski, Leon (5 października 1789 – 12 marca 1865) – konsekrowany 27 kwietnia 1845
- Pylak, Bolesław (20 sierpnia 1921 – 6 czerwca 2019) – konsekrowany 29 maja 1966

   (wróć do indeksu)

## R
- Raczyński, Ignacy Antoni (6 sierpnia 1741 – 19 lutego 1823) – konsekrowany 9 listopada 1794
- Radziejowski, Michał Stefan (3 grudnia 1645 – 13 października 1705) – konsekrowany 26 stycznia 1681
- Ropp, Edward von (2 grudnia 1851 – 25 lipca 1939) – konsekrowany 3 listopada 1902
- Ruszkiewicz, Kazimierz (6 stycznia 1836 – 25 marca 1925) – konsekrowany 6 lipca 1884
- Ryłko, Stanisław (ur. 4 lipca 1945) – konsekrowany 6 stycznia 1996
- Ryś, Grzegorz (ur. 9 lutego 1964) – konsekrowany 28 września 2011
- Rzeszowski, Jan (? – 12 sierpnia 1436) – konsekrowany ?

   (wróć do indeksu)

## S
- Sapieha, Adam Stefan (14 maja 1867 – 23 lipca 1951) – konsekrowany 17 grudnia 1911
- Sienieński, Jan (1506 – 1582) – konsekrowany ?
- Sierakowski, Wacław Hieronim (wrzesień 1700 – 28 listopada 1780) – konsekrowany 4 maja 1738
- Siestrzeńcewicz, Stanisław Bohusz (3 września 1731 – 1 grudnia 1826) – konsekrowany 3 października 1773
- Skarbek, Jan (28 grudnia 1661 – 2 grudnia 1733) – konsekrowany ?
- Skarszewski, Wojciech Józef (10 listopada 1743 – 12 czerwca 1827 – konsekrowany 6 lutego 1791
- Skworc, Wiktor (ur. 19 maja 1948) – konsekrowany 6 stycznia 1998
- Słomowski, Stanisław (? – 22 września 1575) – konsekrowany ?
- Solczyński, Marek (ur. 7 kwietnia 1961) – konsekrowany 6 stycznia 2012
- Solikowski, Jan Dymitr (1539 – 27 czerwca 1603) – konsekrowany ?
- Sommertag, Waldemar (ur. 6 lutego) – konsekrowany 19 marca 2018
- Sprowski, Jan (? – 14 kwietnia 1464) – konsekrowany 30 grudnia 1453
- Stablewski, Florian (16 października 1841 – 24 listopada 1906) – konsekrowany 17 stycznia 1892
- Starzechowski, Piotr (1474 – 1 kwietnia 1554) – konsekrowany 13 lutego 1541
- Stroba, Jerzy (17 grudnia 1919 – 12 maja 1999) – konsekrowany 16 listopada 1958
- Strzelecki, Jan (? – 26 sierpnia 1493) – konsekrowany 20 maja 1481
- Suchywilk, Janusz (1310 – 5 kwietnia 1382) – konsekrowany 16 kwietnia 1374
- Symon, Franciszek Albin (3 stycznia 1841 – 26 maja 1918) – konsekrowany 27 marca 1892
- Szal, Adam (ur. 24 grudnia 1953) – konsekrowany 23 grudnia 2000
- Szembek, Jerzy Józef (2 stycznia 1851 – 7 sierpnia 1905) – konsekrowany 30 czerwca 1901
- Szembek, Krzysztof Antoni (25 marca 1667 – 6 lipca 1748) – konsekrowany 15 września 1711
- Szembek, Stanisław (1650 – 3 sierpnia 1721) – konsekrowany 5 marca 1690
- Szlagowski, Antoni (10 lipca 1864 – 28 lutego 1956) – konsekrowany 7 października 1928
- Szymecki, Stanisław (ur. 26 stycznia 1924) – konsekrowany 12 kwietnia 1981

   (wróć do indeksu)

## Ś
- Śmigiel, Wiesław (ur. 3 stycznia 1969) – konsekrowany 21 kwietnia 2012
- Świnka, Jakub (? – 4 marca 1314) – konsekrowany 19 grudnia 1283

   (wróć do indeksu)

## T
- Tarło, Paweł (? – 21 maja 1565) – konsekrowany 31 sierpnia 1561
- Tarnowski, Jan (4 stycznia 1552 – 14 września 1605) – konsekrowany 4 stycznia 1598
- Tarnowski, Jan (? – 24 sierpnia 1669 – konsekrowany ?
- Tokarczuk, Ignacy (1 lutego 1918 – 29 grudnia 2012) – konsekrowany 6 lutego 1966
- Trąba, Mikołaj (1358 – 2 grudnia 1422) – konsekrowany 1410
- Twardowski, Bolesław (18 lutego 1864 – 22 listopada 1944) – konsekrowany 12 stycznia 1919

   (wróć do indeksu)

## U
- Uchański, Jakub (1502 – 5 kwietnia 1581) – konsekrowany 20 marca 1552
- Urbańczyk, Janusz (ur. 19 maja 1967) – konsekrowany 6 kwietnia 2024

   (wróć do indeksu)

## W

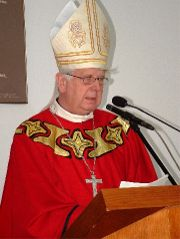
Stanisław Wielgus

- Wałęga, Leon (25 marca 1859 – 22 kwietnia 1933) – konsekrowany 12 maja 1901
- Weber, Józef (12 czerwca 1846 – 24 marca 1918) – konsekrowany 29 grudnia 1895
- Wesoły, Szczepan (16 października 1926 – 28 sierpnia 2018) – konsekrowany 7 lutego 1969
- Wężyk, Jan (1575 – 27 maja 1638) – konsekrowany 1620
- Wielgus, Stanisław (ur. 23 kwietnia 1939) – konsekrowany 1 sierpnia 1999
- Wierzchleyski, Franciszek Ksawery (1 grudnia 1803 – 17 kwietnia 1884) – konsekrowany 4 października 1846
- Wilczek, Bernard (? – 1540) – konsekrowany 1505
- Wincenty z Niałka (? – 1232) – konsekrowany 1220
- Wnukowski, Apolinary (23 lipca 1848 – 21 maja 1909) – konsekrowany 13 listopada 1904
- Wojda, Tadeusz (ur. 29 stycznia 1957) – konsekrowany 10 czerwca 2017
- Wojtyła, Karol (18 maja 1920 – 2 kwietnia 2005) – konsekrowany 28 września 1958
- Wolicki, Teofil (30 października 1768 – 21 grudnia 1829) – konsekrowany 17 maja 1829
- Woronicz, Jan Paweł (3 lipca 1757 – 6 grudnia 1829) – konsekrowany 8 maja 1816
- Wydżga, Jan Stefan (1610 – 6 września 1685) – konsekrowany 24 października 1655
- Wyszyński, Stefan (3 sierpnia 1901 – 28 maja 1981) – konsekrowany 12 maja 1946
- Wyżycki, Mikołaj Ignacy (6 listopada 1698 – 7 kwietnia 1757) – konsekrowany 7 lipca 1737

   (wróć do indeksu)

## Z

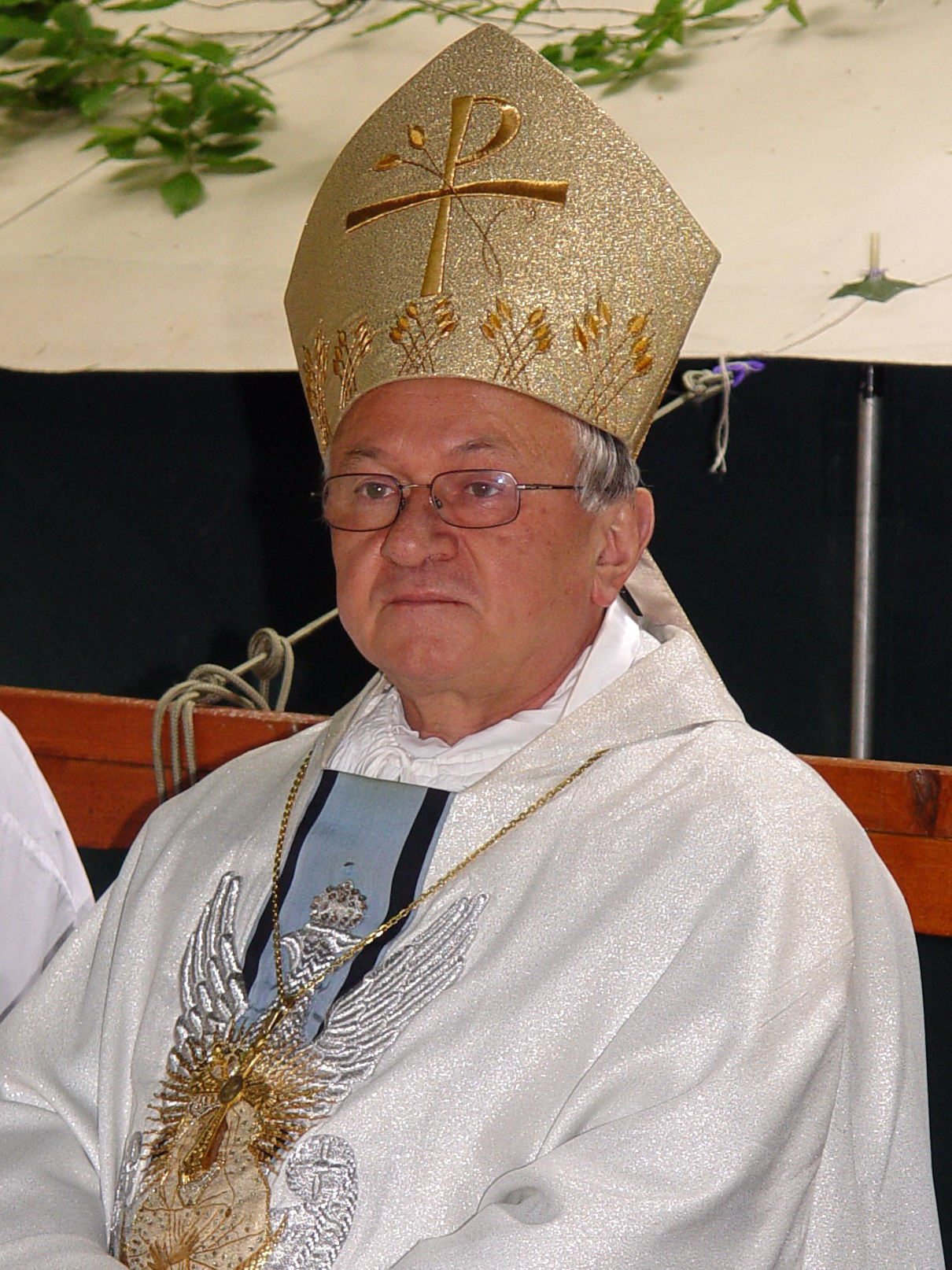
Zygmunt Zimowski

- Zalewski, Marek (ur. 2 lutego 1963) – konsekrowany 31 maja 2014
- Załuski, Wojciech (ur. 5 kwietnia 1960) – konsekrowany 9 sierpnia 2014
- Zamoyski, Jan (? – 30 marca 1614) – konsekrowany ?
- Zdzisław (? – 1180) – konsekrowany ?
- Zieliński, Konstanty Józef (styczeń 1646 – 17 lutego 1709) – konsekrowany 7 listopada 1694
- Zieliński, Zbigniew (ur. 14 stycznia 1965) – konsekrowany 24 października 2015
- Ziemba, Wojciech (15 października 1941 – 21 kwietnia 2021) – konsekrowany 4 lipca 1982
- Zimoń, Damian (ur. 25 października 1934) – konsekrowany 29 czerwca 1985
- Zimowski, Zygmunt (7 kwietnia 1949 – 12 lipca 2016) – konsekrowany 25 maja 2002
- Ziółek, Władysław (ur. 22 czerwca 1935) – konsekrowany 4 maja 1980

   (wróć do indeksu)

## Ż
- Życiński, Józef (1 września 1948 – 10 lutego 2011) – konsekrowany 4 listopada 1990
- Żyliński, Wacław (1 marca 1803 – 5 maja 1863) – konsekrowany 17 grudnia 1848

   (wróć do indeksu)